# Buffalo Dance

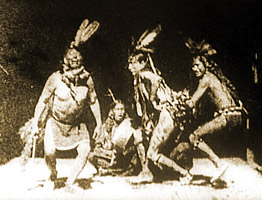
Ausschnitt aus Buffalo Dance

Buffalo Dance ist ein US-amerikanischer Kurzfilm aus dem Jahr 1894. Er wurde in den Black Maria-Studios am 24. September 1894 als Fortsetzung des Films Sioux Ghost Dance mit Darstellern der Buffalo Bill’s Wild West Show gedreht. Der Film wurde in den Filmkatalogen der Edison-Studios mit folgenden Worten beworben: „genuine Sioux Indians, in full war paint and war costumes.“ 

## Filminhalt
Drei Sioux-Indianer führen vor den Augen ihrer Häuptlinge den Buffalo Dance auf.